# Katedra w Agrigento
Katedra metropolitarna św. Gerlanda (wł. Cattedrale metropolitana di San Gerlando) – archikatedra rzymskokatolicka we włoskim mieście Agrigento, na Sycylii. Główna świątynia archidiecezji Agrigento.

## Historia
Katedra została wzniesiona z inicjatywy Gerlanda z Agrigento. Budowę zakończono pomiędzy 1094 a 1906 rokiem i konsekrowano pod wezwaniem Najświętszej Marii Panny Wniebowziętej i św. Jakuba Większego. Świątynia była wielokrotnie niszczona przez m.in. trzęsienia ziemi i powstania muzłumańskie. W XIV wieku budynek przebudowano, a w XV wieku, na polecenie Giovanniego Montaperta. Pod koniec XVI  wieku kościół wydłużono w kierunku wschodnim. Z inicjatywy biskupa Francesca Trahiny wzniesiono marmurową kaplicę św. Gerlanda. Na polecenie biskupa Francesca Gisulfa kościół ponownie rozbudowano na wschód i wzniesiono trzy kaplice w formie absyd. Michele Blasco w XVIII ozdobił freskami kopułę. Giovanni Battista Peruzzo zlecił obniżenie posadzki oraz przeniesienie ołtarza pod kopułę. Prócz tego zakupił do katedry nowe organy. W grudniu 1951 papież Pius XII podniósł kościół do rangi bazyliki mniejszej. 19 lipca 1966, przez osunięcie się ziemi, zawalił się dach nad nawą północną oraz uszkodzona została posadzka. Odbudowę zakończono w 1980.

## Architektura
Jest to trójnawowa, głównie renesansowa bazylika z jednonawowym transeptem, wzniesiona na planie krzyża. Do transeptu od obu stron dobudowane są kaplice boczne.

## Galeria

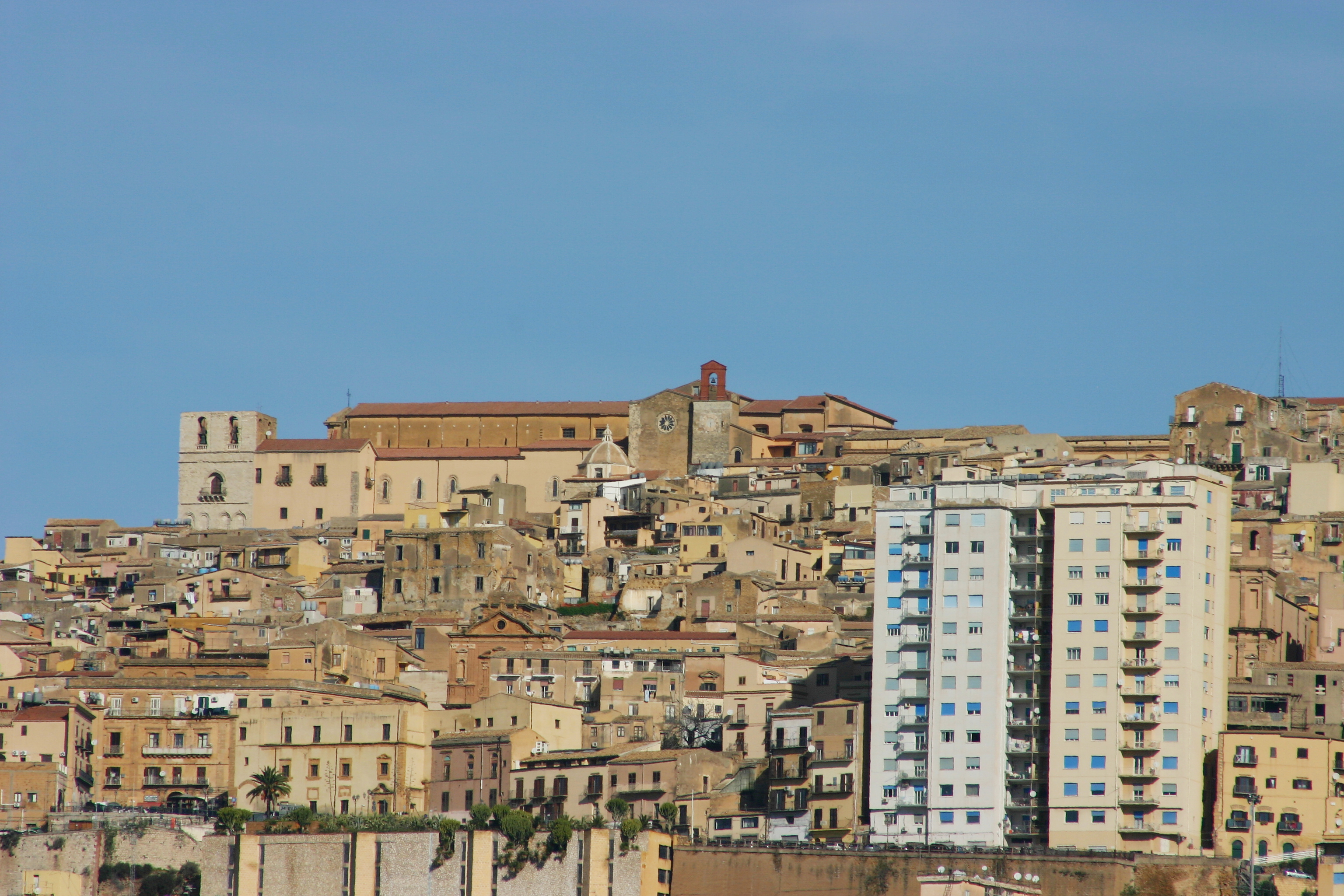
Widok na katedrę z południa, z daleka
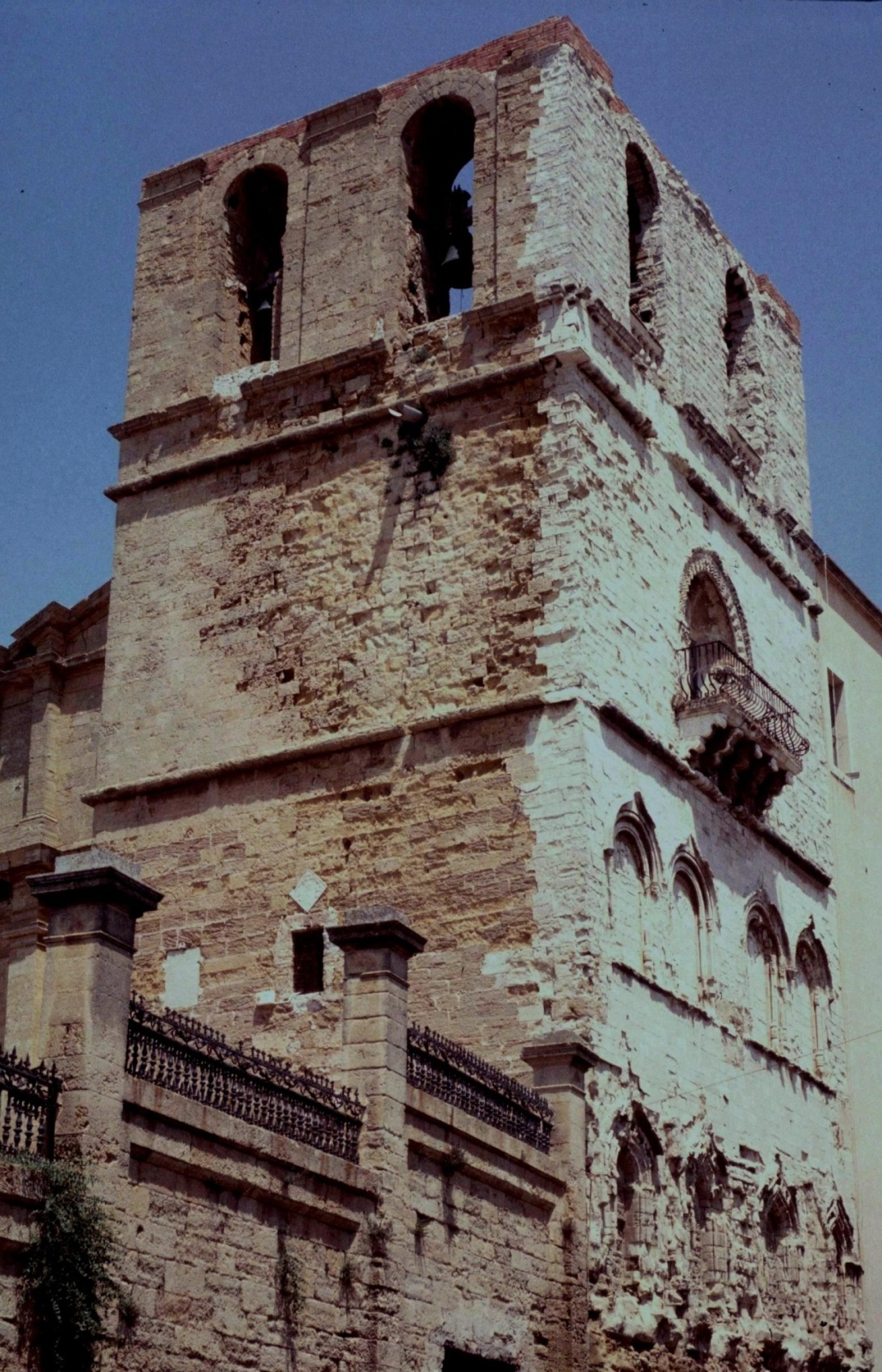
Dzwonnica
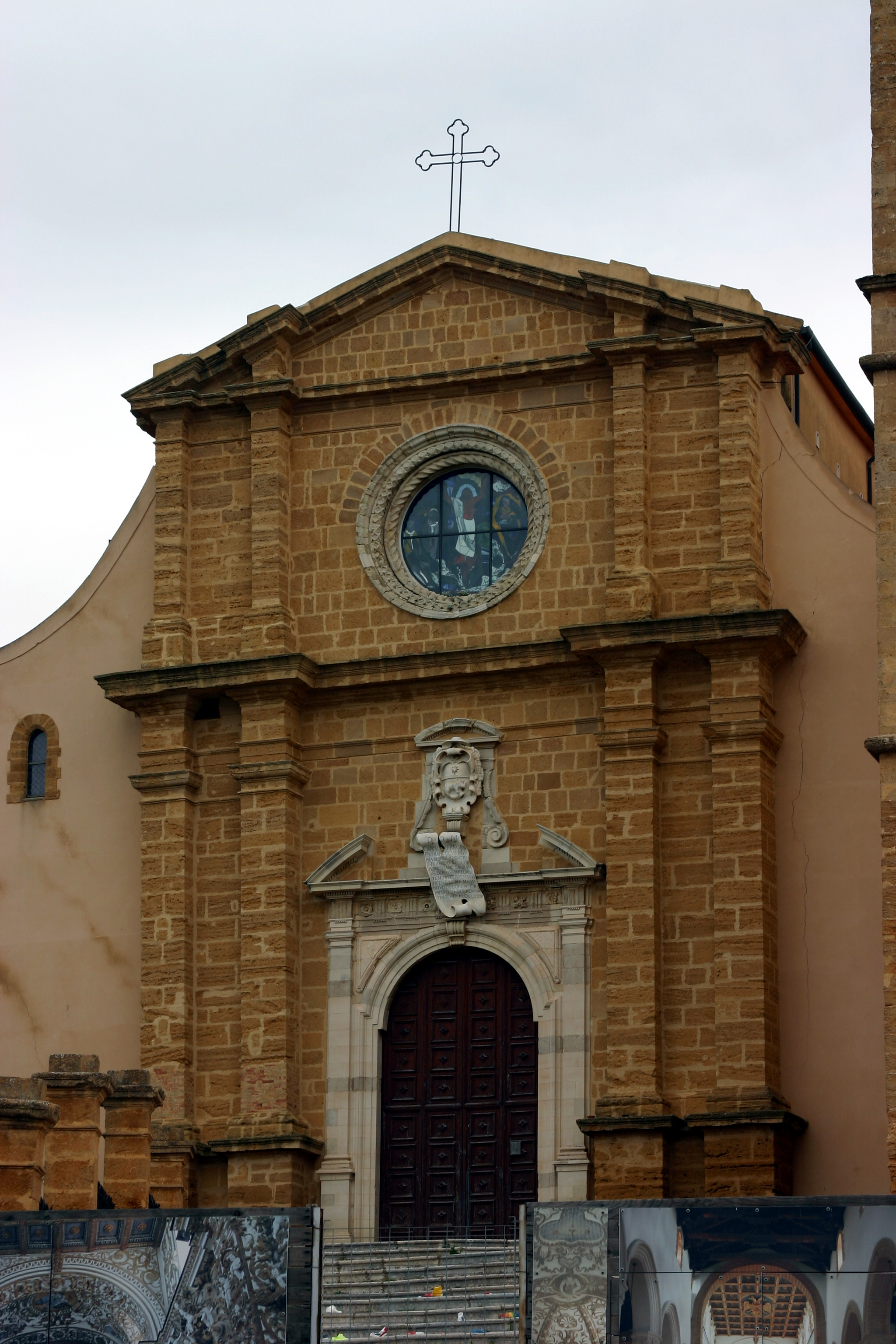
Fasada kościoła
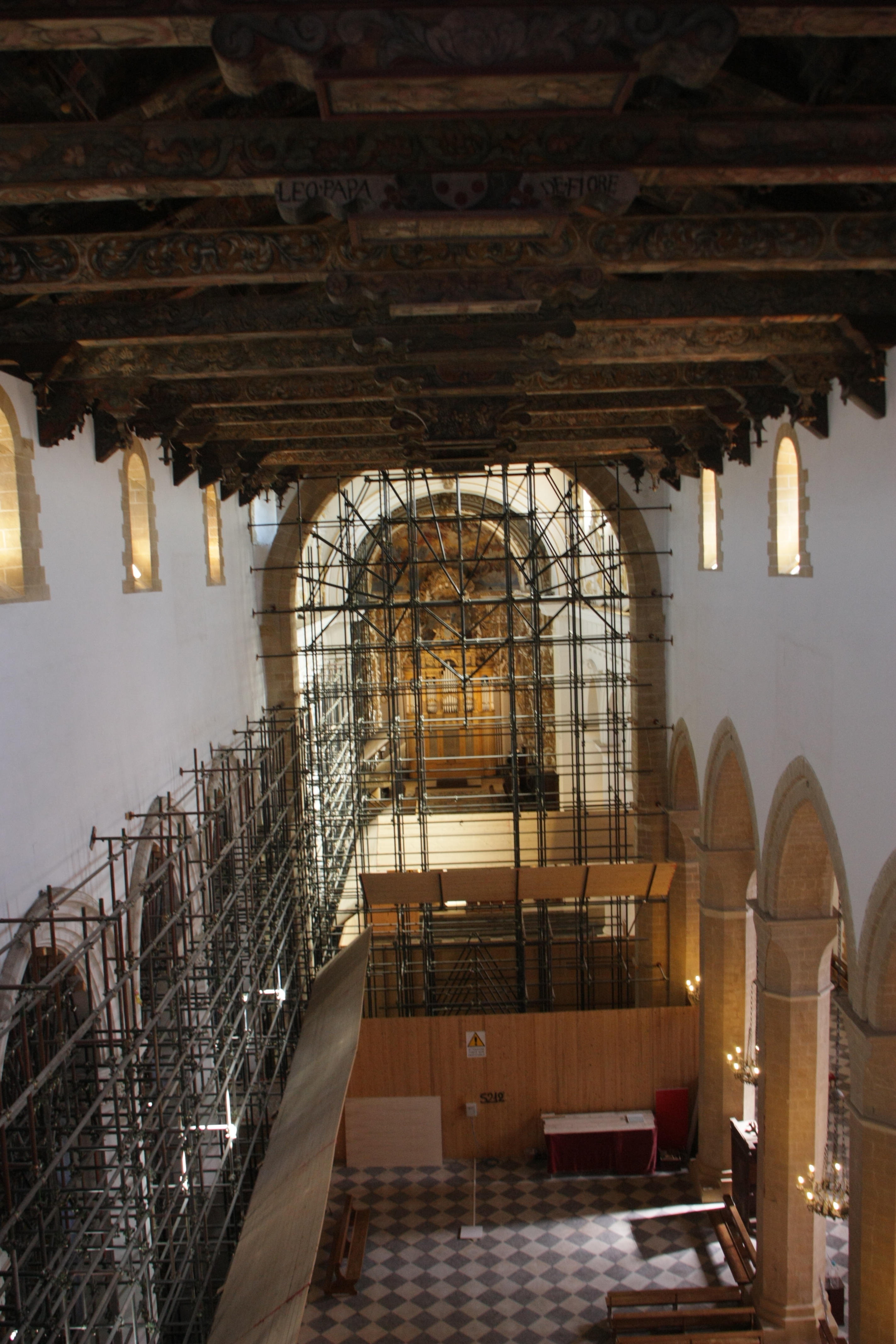
Wnętrze
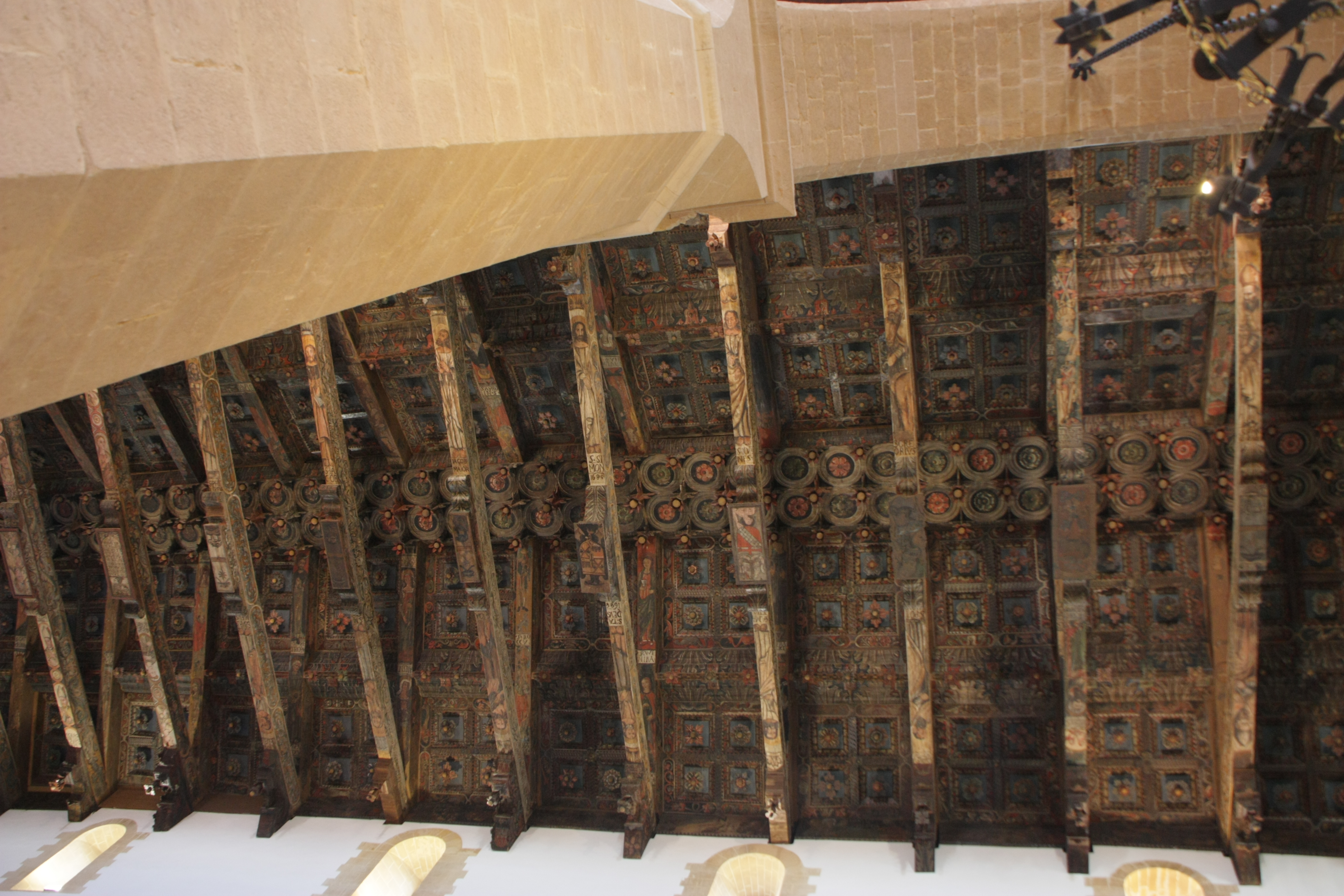
Sklepienie w nawie głównej
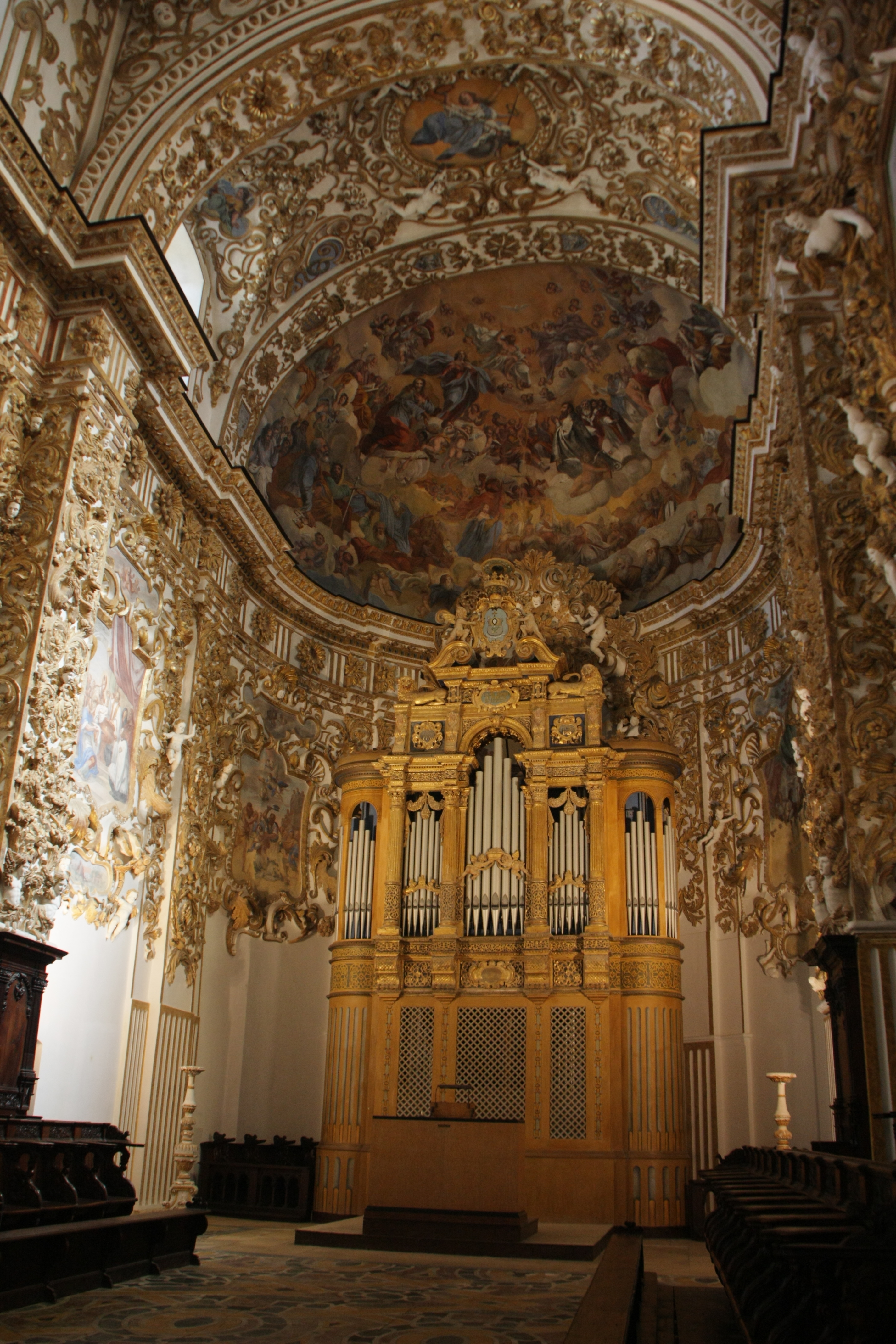
Prezbiterium i organy
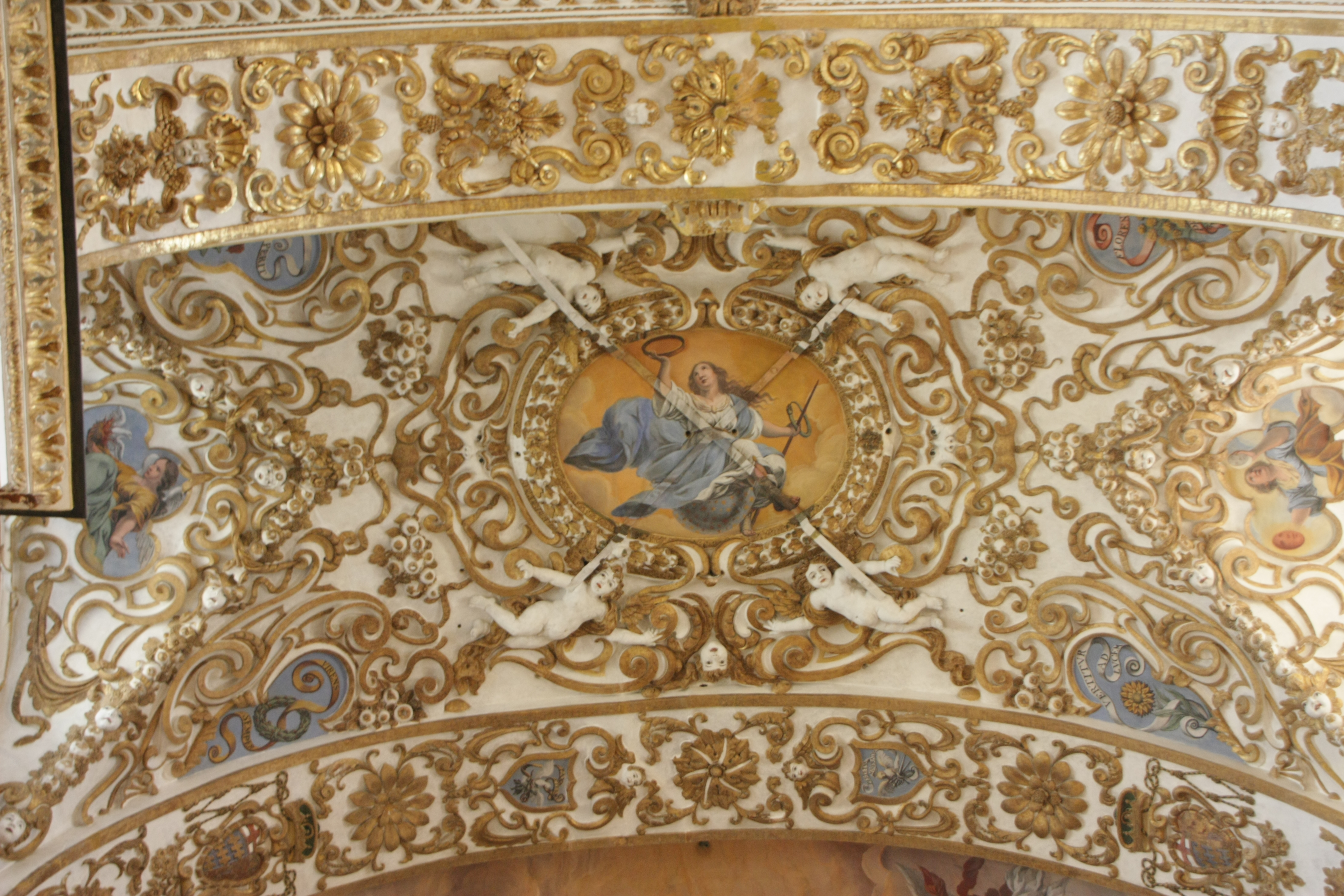
Fresk przedstawiający Wniebowzięcie Maryi na sklepieniu prezbiterium